# Matično vojvodstvo
Matično vojvodstvo ili etničko vojvodstvo (njemački: Stammesherzogtum, izvedeno od Stamm, doslovno "pleme") bili su u svojoj biti domene starih germanskih plemena ili plemenskih saveza s ovog područja, povezana s franačkim kraljevstvom, pretežito u Istočnoj Franačkoj (Njemačkoj), u ranom srednjem vijeku. Ta plemena su izvorno Franci, Sasi, Alemani, Burgundi, Tirinžani i Rugi. Za razliku od kasnijih vojvodstava, ti entiteti nisu bili strogo definirani teritorijalnim granicama, nego se radilo o širim područjima naseljavanja većih germanskih plemena. Njihovi kneževi nisu bili ni kraljevski upravitelji niti teritorijalni gospodari.
Saski, bavarski (na mjestu nekadašnjih Ruga nakon njihova poraza od Odoakra 487.), tirinški, franački i alemanski plemenski teritoriji su tako postali redom sasko, bavarsko, tirinško, franačko i Švapsko vojvodstvo.

## Starija vojvodstva
Starija matična vojvodstva su bila područja naseljena germanskim plemenima koja su bila povezana s franačkimm carstvom. Vojvodstva su bila više ili manje neovisni subjekti kojima vladaju domaći vladari koji su usvojili rimski naslov dux. Sva su izgubila svoj prvotni, plemenski karakter do početka vladavine Karolinga. Ova starija matična vojvodstva su bila: 
- Alemanija (ili Švapska)

Alemani su došli pod franačku vlast oko 539., nakon čega su nad njima vladali razni vojvode do 746., kada je franački majordom Karloman ukinuo vojvodstvo na krvavom sudu u Cannstattu. 
- Bavarska
- Saska

## Mlađa vojvodstva
- Saska (880. – 1180.)
- Frankonija (906. – 939.)
- Bavarska (907. – 1180.)
- Švapska (909. – 1268.)
- Lotaringija (903. – 959.)